# BBC Radio Foyle
BBC Radio Foyle – brytyjska stacja radiowa należąca do publicznego nadawcy radiowo-telewizyjnego BBC i pełniąca w jego sieci rolę stacji lokalnej dla hrabstwa Londonderry w Irlandii Północnej. Jest jedyną stacją BBC nadającą poza Anglią o typowo lokalnym charakterze – pozostałe kanały radiowe tego nadawcy w Szkocji, Walii i Irlandii Północnej obejmują swoim zasięgiem całość danej części składowej Zjednoczonego Królestwa.
Audycje własne stacji, realizowane w ośrodku BBC w Londonderry, nadawane są w paśmie ciągłym w dni powszednie w godzinach 7:30–17:00, a oprócz tego także w krótszych pasmach wieczorami i w weekendy. W pozostałym czasie stacja transmituje program BBC Radio Ulster, mającego status narodowej rozgłośni BBC dla Irlandii Północnej. 
Stacja została uruchomiona 11 września 1979 roku. Jej nazwa pochodzi od rzeki Foyle. Obecnie dostępna jest w naziemnym przekazie analogowym oraz w Internecie. Dodatkowo możliwość jej odbioru mają także północnoirlandzcy użytkownicy naziemnej telewizyjnej platformy cyfrowej Freeview. 